# Coppa Svizzera 1978-1979
La Coppa Svizzera 1978-1979 è stata la 54ª edizione della manifestazione calcistica. È iniziata l'12 agosto 1978 e si è conclusa il 20 giugno 1979. Questa edizione della coppa vide la vittoria finale del Servette.

## Trentaseiesimi di Finale
| Squadra 1          | Risultato      | Squadra 2         |
| ------------------ | -------------- | ----------------- |
| 19 agosto 1978     |                |                   |
| Allschwil          | 1 - 3          | Ibach             |
| Bienne             | 4 - 2          | Lerchenfeld       |
| Brugg              | 1 - 3          | Ostermundigen     |
| Düdingen           | 3 - 5          | Aarau             |
| Emmen              | 1 - 5          | Red Star Zurigo   |
| Grenchen           | 2 - 1(d.t.s.)  | Berna             |
| Kriens             | 4 - 1          | Lugano            |
| La Rondinella      | 3 - 1          | Bagnes            |
| Laufen             | 0 - 3          | Baden             |
| Lucerna            | 3 - 0          | Wettingen         |
| Orbe               | 2 - 0          | Le Locle-Sports   |
| Savièse            | 2 - 4          | La Chaux-de-Fonds |
| Siviriez           | 2 - 9          | Étoile Carouge    |
| Stade Lausanne     | 2 - 1          | Bulle             |
| Rüti               | 1 - 3          | Winterthur        |
| Tössfeld           | 1 - 4          | Glattbrugg        |
| Unterstrass Zurigo | 1 - 2          | Chur              |
| 20 agosto 1978     |                |                   |
| Locarno            | 1 - 1(4-2 dcr) | Balzers           |
| Mendrisio          | 0 - 0(4-3 dcr) | Frauenfeld        |
| Signal Bernex      | 2 - 7          | Vevey             |

## Sedicesimi di Finale
| Squadra 1         | Risultato      | Squadra 2       |
| ----------------- | -------------- | --------------- |
| 7 ottobre 1978    |                |                 |
| Bienne            | 1 - 3          | Losanna         |
| Grenchen          | 1 - 3(d.t.s.)  | Étoile Carouge  |
| Kriens            | 1 - 3          | Chiasso         |
| La Chaux-de-Fonds | 1 - 4          | Chênois         |
| La Rondinella     | 1 - 4(d.t.s.)  | Servette        |
| Locarno           | 1 - 4          | Grasshoppers    |
| Lucerna           | 2 - 0          | Baden           |
| Mendrisio         | 2 - 5          | Nordstern       |
| Orbe              | 3 - 3(0-3 dcr) | Sion            |
| Ostermundigen     | 1 - 6          | Neuchâtel Xamax |
| Red Star Zurigo   | 1 - 6          | Zurigo          |
| Vevey             | 1 - 2(d.t.s.)  | Young Boys      |
| 8 ottobre 1978    |                |                 |
| Chur              | 0 - 4          | Winterthur      |
| Glattbrugg        | 0 - 7          | Basilea         |
| Ibach             | 1 - 6          | San Gallo       |
| Stade Lausanne    | 1 - 0          | Aarau           |

## Ottavi di Finale
| Squadra 1                     | Risultato     | Squadra 2      |
| ----------------------------- | ------------- | -------------- |
| 9 dicembre 1978               |               |                |
| Winterthur                    | 1 - 1(d.t.s.) | Chênois        |
| 10 dicembre 1978              |               |                |
| Étoile Carouge                | 0 - 3         | Servette       |
| Neuchâtel Xamax               | 2 - 1(d.t.s.) | Lucerna        |
| Nordstern                     | 3 - 1         | Stade Lausanne |
| San Gallo                     | 3 - 1         | Grasshoppers   |
| Young Boys                    | 2 - 0         | Chiasso        |
| Zurigo                        | 1 - 3         | Basilea        |
| 17 dicembre 1978              |               |                |
| Sion                          | 0 - 4         | Losanna        |
| 17 dicembre 1978(Ripetizione) |               |                |
| Chênois                       | 4 - 1         | Winterthur     |

## Quarti di Finale
| Squadra 1                  | Risultato     | Squadra 2 |
| -------------------------- | ------------- | --------- |
| 14 marzo 1979              |               |           |
| Nordstern                  | 0 - 2         | Servette  |
| 20 marzo 1979              |               |           |
| Neuchâtel Xamax            | 5 - 0         | Basilea   |
| Young Boys                 | 2 - 0         | San Gallo |
| Chênois                    | 1 - 1(d.t.s.) | Losanna   |
| 22 marzo 1979(Ripetizione) |               |           |
| Losanna                    | 0 - 2         | Chênois   |

## Semifinali
| Squadra 1      | Risultato     | Squadra 2       |
| -------------- | ------------- | --------------- |
| 16 aprile 1979 |               |                 |
| Servette       | 3 - 2         | Neuchâtel Xamax |
| Young Boys     | 1 - 0(d.t.s.) | Chênois         |

## Finale
| Arbitro: | Rudolf Renggli (Stans) |

| |            | |
| Pfister 52’ | Marcatori  | 78’ Hussner |
| Engel Valentini Trinchero Guyot Bizzini Schnyder (91' Weber) Barberis Andrey Peterhans (77' Coutaz) Hamberg Pfister | Formazioni | Eichenberger Odermatt Brechbühl Feuz Rebmann (55' Küttel) Schmidlin Hussner Pelfini Zwahlen Zwygart (65' Castella) Müller |
| Pazmandy | Allenatori | Konietzka |

## Finale Ripetuta
| Arbitro: | Bruno Galler (Kirchdorf) |

| |            | |
| Weber 28’ Barberis 62’ Hamberg 73’                                                                               | Marcatori  | 10’ Schmidlin 32’ Hussner                                                                                                   |
| Engel Valentini Trinchero (88' Dutoit) Guyot Bizzini Schnyder Barberis (83' Coutaz) Andrey Pfister Hamberg Weber | Formazioni | Eichenberger Odermatt Pelfini (83' Jacobacci) Feuz Brechbühl Zwygart Hussner Schmidlin Zwahlen Küttel (67' Castella) Müller |
| Pazmandy | Allenatori | Konietzka |